# Cratere Bhor
Bhor  è un cratere sulla superficie di Marte.